# NGC 4097
NGC 4097 је лентикуларна галаксија у сазвежђу Велики медвед која се налази на NGC листи објеката дубоког неба.
Деклинација објекта је + 36° 51' 50" а ректасцензија 12h 6m 2,4s. Привидна величина (магнитуда) објекта NGC 4097 износи 13,5 а фотографска магнитуда 14,5. NGC 4097 је још познат и под ознакама UGC 7092, MCG 6-27-4, CGCG 187-4, PGC 38363.